# Andreas Steinhuber
Andreas kardinál Steinhuber S.J. byl německý jezuita, katolický vychovatel, spisovatel a kardinál.

## Stručný životopis
Po studiích v Innsbrucku se roku 1867 stal rektorem římské kněžské koleje Germanicum, jehož dějiny napsal. Díky své příslušnosti k jezuitskému řádu záhy začal působit i v římské kurii.
Papež Lev XIII. jej již v lednu 1893 jmenoval kardinálem in pectore, jmenování bylo zveřejněno 18. května 1894. Stal se kardinálem-jáhnem titulu Sant’Agata dei Goti.
Kardinál Steinhuber od prosince 1895 prefektem Kongregace pro odpustky a relikvie, od 1. října 1896 prefektem Kongregace Indexu, členem Kongregace Posvátného Officia a komise pro přípravu Kodexu kanonického práva.
Zemřel roku 1907 a je pochován v jezuitské hrobce na římském hřbitově Campo Verano.

## Dílo
- Geschichte des Kollegium Germanicum Hungaricum in Rom, 1-2, Herder, Freiburg/Br. 1906.